# Powieść tendencyjna
Powieść tendencyjna (łac. tendentia – skłonność; tendere – kierować) to główna, obok noweli oraz tzw. sztuki z tezą, forma literacka, charakterystyczna dla wczesnego okresu pozytywizmu, obejmującego w Polsce lata 60. i 70. XIX wieku. Powieść tendencyjna miała przede wszystkim pełnić funkcje wychowawcze, dostarczając czytelnikom właściwych, w przekonaniu autora, wzorców postaw i zachowań. Schemat powieści tendencyjnej powrócił w okresie socrealizmu.
Elementami konstytutywnymi wzorcowej powieści tendencyjnej były:
1) schematyczne przedstawianie postaci kontrastowych, dobrych i złych, oraz
2) jednoznaczne i subiektywne opowiadanie się narratora za linią postępowania bohatera „pozytywnego”, który swoim życiem realizował poprawny scenariusz działania według przyjętego z góry modelu, przenikniętego nade wszystko filantropią i etycznym nastawieniem wobec społeczeństwa.
Powieść tendencyjna zmierzała do jednoznacznego wykorzystania środków ekspresji dla wykazania słuszności propagowanej tezy. Rezygnowano więc z pogłębionych portretów psychologicznych bohaterów na rzecz idealizowania postaci pozytywnych skontrastowanych z negatywnymi pod każdym względem przeciwnikami ich poglądów. Bohaterowie powieści tendencyjnych byli nieskomplikowani, sprowadzani do właściwie jednej cechy (tzw. „papierowi bohaterowie”).
Tendencyjny charakter, sprowadzający funkcję literatury do realizacji celów propagandowych, obniżał jednak wartość artystyczną utworów.
Przykłady powieści tendencyjnych:
- Michał Bałucki, Błyszczące nędze, Siostrzenica księdza proboszcza
- Józef Ignacy Kraszewski, Pałac i folwark, Resurrecturi
- Eliza Orzeszkowa, Pan Graba, Pamiętnik Wacławy, Na prowincji, Marta
- Adam Pług, Oficjalista